# Vitense
Vitense ist ein Ortsteil der Stadt Rehna im Landkreis Nordwestmecklenburg in Mecklenburg-Vorpommern (Deutschland). Bis zum 10. Februar 1991 hieß die damalige Gemeinde Vitense Parber.
Der Name Vitense leitet sich aus dem altslawischen vitęzĭ für Held ab. Im Jahr 1202 hieß der Ort Uitense, 1230 Vitense und im Jahr 1237 Vitenze.

## Geografie
Der am Fluss Radegast liegende Ortsteil Vitense ist von der Kleinstadt Rehna 4 Kilometer und von Grevesmühlen ca. 16 Kilometer entfernt. Das umliegende sanfte Hügelland erreicht Höhen um 50 m ü. NN.
Die Radegast, der kleine Fluss an dem die kleineren Orte von Vitense liegen, ist ein Naturschutzgebiet mit sehr seltenen Tier- und Pflanzenarten.
Zu Vitense gehören die Ortsteile Gletzow, Neu Vitense, Parber, Törber und Törberhals.

## Geschichte
Erste urkundliche Erwähnung 1202 (Mecklenburgische Urkundenbücher), in der dem Domkapitel zu Lübeck von Fürst Heinrich Borwin I. von Mecklenburg die Hälfte der Einnahmen einer Mühle an der Radegast geschenkt werden.
Das Dorf ist ursprünglich ein Angerdorf und geht vermutlich auf eine slawische Gründung zurück. Von den einst acht Bauerngehöften, die den Dorfanger umgaben, stehen noch sechs. Fünf der charakteristischen Scheunen stehen noch, die dringend saniert werden müssen, um überhaupt erhalten zu bleiben. Einige der Familien sind seit 400 Jahren ansässig.
Seit der Wiedervereinigung wird der Ort durch etliche Neubauten zum Straßendorf zersiedelt.
Das Gutshaus in Vitense dient heute als Klinik für Suchterkrankungen.
Der Gemeindename Vitense Parber wurde am 11. Februar 1991 in Vitense geändert.
Zum 25. Mai 2014 wurde Vitense nach Rehna eingemeindet.